# Donna Edwards

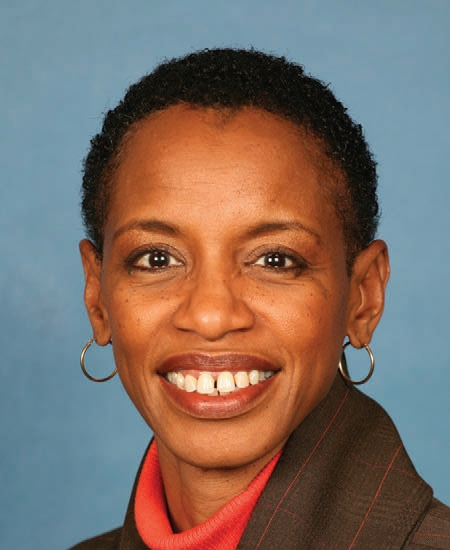
Donna Edwards (2009)

Donna F. Edwards (* 28. Juni 1958 in Yanceyville, Caswell County, North Carolina) ist eine US-amerikanische Politikerin. Zwischen 2008 und 2017 vertrat sie den Bundesstaat Maryland im US-Repräsentantenhaus.

## Werdegang
Donna Edwards besuchte die Wake Forest University in North Carolina. Nach einem Jurastudium am Franklin Pierce Law Center in Concord (New Hampshire) und ihrer Zulassung als Rechtsanwältin begann sie in diesem Beruf zu arbeiten. In den 1980er Jahren war sie für den späteren Kongressabgeordneten Albert Wynn tätig, der damals im Abgeordnetenhaus von Maryland saß. Später war sie Mitbegründerin und Leiterin einer Vereinigung gegen häusliche Gewalt. Sie fungierte auch als Direktorin des Center for a New Democracy und der Arca Foundation. Politisch schloss sich Edwards der Demokratischen Partei an. Im Jahr 2008 setzte sie sich in der Primary zu den anstehenden Kongresswahlen gegen Albert Wynn durch, der dann vorzeitig sein Mandat niederlegte.
Nach Wynns Rücktritt wurde Donna Edwards bei der fälligen Nachwahl für den vierten Sitz von Maryland als dessen Nachfolgerin in das US-Repräsentantenhaus in Washington, D.C. gewählt, wo sie am 17. Juni 2008 ihr neues Mandat antrat. Da sie bei den folgenden Wahlen jeweils bestätigt wurde, konnte sie ihr Mandat bis Januar 2017 ausüben. Bei den Kongresswahlen 2012 setzte sich Edwards mit 77:21 Prozent der Stimmen gegen die Republikanerin Faith Loudon durch. Ihre letzte Amtszeit lief bis 3. Januar 2017, da sie im Jahr 2016 zu Gunsten einer dann gescheiterten Kandidatur für den US-Senat auf eine weitere Bewerbung für das Repräsentantenhaus verzichtete. Edwards war Mitglied im Ethikausschuss, im Ausschuss für Wissenschaft, Raumfahrt und Technologie und im Ausschuss für Verkehr und Infrastruktur sowie in insgesamt fünf Unterausschüssen. Aus dem Ethikausschuss war sie vorzeitig ausgeschieden. Am 27. April 2009 machte sie Schlagzeilen, als sie vor der sudanesischen Botschaft in Washington gegen die Politik des Sudan in der Region Darfur demonstrierte und verhaftet wurde.
Bei den Kongresswahlen 2012 setzte sich Edwards mit 77:21 Prozent der Stimmen gegen die Republikanerin Faith Loudon durch.